# Селиште (Србац)
Селиште (серб. Селиште) — населенный пункт (деревня) в общине Србац, который принадлежит энтитету Республике Сербской, Босния и Герцеговина. По результатам югославской переписи населения 1991 года в Селиште проживало 134 человека.

## Население
Население на 1993 год дано по оценке численности, данной властями Республики Сербской. Преобладают сербы.
| 1948                           | 1953 | 1961 | 1971 | 1981 | 1991 | 1993 |
| ------------------------------ | ---- | ---- | ---- | ---- | ---- | ---- |
| 113                            | 112  | 96   | 209  | 183  | 134  | 148  |
| Гистограмма динамики населения |      |      |      |      |      |      |

### Национальный состав
1991 год:
- сербы — 90 (67,16 %);
- хорваты — 0 (0,00 %);
- югославы — 5 (3,73 %);
- мусульмане — 0 (0,00 %);
- другие — 39 (29,10 %).